# Joan Morgan
Joan Morgan (1 de febrero de 1905 – 22 de julio de 2004) fue una actriz de cine, guionista y novelista inglesa.
Nacida en Forest Hill, Londres, era la hija del director de cine Sidney Morgan y su esposa, Evelyn. Joan Morgan murió a los 99 años en Henley-on-Thames, Oxfordshire, Reino Unido en 2004.
Se convirtió en una de las principales estrellas británicas de los años veinte, tras aparecer en varias películas dirigidas por su padre. La llegada del cine sonoro en 1929 puso fin a su carrera como actriz, y en la década siguiente se dedicó a escribir varios guiones. También escribió para la televisión.
Escribió novelas con su propio nombre y con los seudónimos de Iris North y Joan Wentworth Wood.

## Filmografía

### Actriz
- The Cup Final Mystery (1914)
- The Great Spy Raid (1914)
- Queenie of the Circus (1914)
- The World's Desire (1915)
- Iron Justice (1915)
- The Woman Who Did (1915)
- Light (1915)
- The Reapers (1916)
- Temptation's Hour (1916)
- The Perils of Divorce (1916)
- Her Greatest Performance (1916)
- The Last Sentence (1917)
- Drink (1917)
- Because (1918)
- The Scarlet Wooing (1920)
- Two Little Wooden Shoes (1920)
- The Children of Gibeon (1920)
- Lady Noggs (1920)
- Little Dorrit (1920)
- A Lowland Cinderella (1921)
- The Road to London (1921)
- The Truants (1922)
- The Lilac Sunbonnet (1922)
- Fires of Innocence (1922)
- Swallow (1922)
- The Crimson Circle (1922)
- Dicky Monteith (1922)
- Shadow of Egypt (1924)
- The Great Well (1924)
- The Woman Tempted (1926)
- A Window in Piccadilly (1928)
- Three Men in a Cart (1929)
- Her Reputation (1931)

### Guionista
- Contraband Love (1931)
- The Flag Lieutenant (1932)
- The Callbox Mystery (1932)
- Chelsea Life (1933)
- Mixed Doubles (1933)
- Faces (1934)
- The Minstrel Boy (1937)
- Lily of Laguna (1938)
- Olympic Honeymoon (1940)
- This Was a Woman (1948)